# Ozero Domasjevskoje
Ozero Domasjevskoje (ryska: Озеро Домашевское) är en sjö i Belarus.   Den ligger i voblasten Brests voblast, i den centrala delen av landet, 130 km sydväst om huvudstaden Minsk. Ozero Domasjevskoje ligger 184 meter över havet. Arean är 0,21 kvadratkilometer.  Den sträcker sig 0,6 kilometer i nord-sydlig riktning, och 0,5 kilometer i öst-västlig riktning.
Trakten runt Ozero Domasjevskoje består till största delen av jordbruksmark. Runt Ozero Domasjevskoje är det ganska tätbefolkat, med 96 invånare per kvadratkilometer.